# Afrička poletuša
Afrička poletuša (lat. Parexocoetus mento)  jedna je od novijih vrsta riba u Jadranskom moru, prvi put je viđena 1986. godine. Spada u skupinu poletuša, pa joj odatle i nazivi lastavica, letač, koje je dobila od ribara, kao i druge poletuše. Tijelo joj je izduženo, spljošteno i zaobljeno trbušno, lagano, s velikim zračnim mjehurom u trbuhu i velikim prsnim perajama, koja im služe kao krila pri jedrenju zrakom. Let, odnosno jedrenje, koriste kao sredstvo bijega pred grabežiljivcima. U zraku mogu ostati više od 40 sekundi i prijeći više od 400 metara brzinama od oko 70 kilometara na sat.
Leđa su im zelenkasto plave boje, a trbuh srebrenkast. Najveća zabilježena dužina ove vrste iznosi 11 cm. Živi na otvorenom moru, ne predaleko od obale. Način ishrane ove ribe nije poznat, pretpostavlja se da se hrani planktonom.

## Rasprostranjenost
Afrička poletuša živi na velikom području od istočne Afrike, pa sve do Japana, Maršalovih otoka i Indonezije, kao i oko obala Australije.  Živi i u Crvenom moru odakle je kroz Sueski kanal prešla u Mediteran. Tim prelaskom došla je i u Jadran.

## Vanjske poveznice
|  | Zajednički poslužitelj ima još gradiva o temi Parexocoetus mento |
|  | Wikivrste imaju podatke o taksonu Parexocoetus mento             |